# Fontès
Fontès este o comună în departamentul Hérault din sudul Franței. În 2009 avea o populație de 938 de locuitori.

## Evoluția populației
| An        | 1975 | 1982 | 1990 | 1999 | 2006 | 2009 |
| --------- | ---- | ---- | ---- | ---- | ---- | ---- |
| Populație | 726  | 750  | 797  | 788  | 875  | 938  |